# Skalka (berg i Tjeckien, Mähren-Schlesien)
Skalka är ett berg i Tjeckien.   Det ligger i regionen Mähren-Schlesien, i den östra delen av landet, 290 km öster om huvudstaden Prag. Toppen på Skalka är 964 meter över havet, eller 508 meter över den omgivande terrängen. Bredden vid basen är 5,6 km.
Terrängen runt Skalka är huvudsakligen kuperad.Runt Skalka är det ganska tätbefolkat, med 214 invånare per kvadratkilometer. Närmaste större samhälle är Frýdek-Místek, 14,8 km norr om Skalka. I omgivningarna runt Skalka växer i huvudsak blandskog.